# Березоворудська сільська рада
Березоворудська сільська рада — адміністративно-територіальна одиниця у Пирятинському районі Полтавської області з центром у c. Березова Рудка.
Населення — 2907 осіб.

## Населені пункти
Сільраді були підпорядковані населені пункти:
- c. Березова Рудка
- с. Вечірки
- с. Крячківка
- с. Мар'їнське

## Географія
Територією сільради протіка річка Перевод.

## Населення
Згідно з переписом УРСР 1989 року чисельність наявного населення сільської ради становила 3078 осіб, з яких 1574 чоловіки та 1504 жінки.
За переписом населення України 2001 року в сільській раді мешкали 2903 особи.

### Мова
Розподіл населення за рідною мовою за даними перепису 2001 року:
| Мова       | Відсоток |
| ---------- | -------- |
| українська | 97,04 %  |
| російська  | 2,13 %   |
| вірменська | 0,48 %   |
| молдовська | 0,17 %   |
| польська   | 0,07 %   |
| білоруська | 0,03 %   |